# Valentín Ruano
Valentín Ruano Fernández (Madrid, Comunidad de Madrid, España, 23 de octubre de 1968) es un exjugador de baloncesto Español, que ocupaba la posición de pívot. Jugó durante 13 años en varias categorías del básquet español, en diversos equipos gallegos, a excepción de un año en el CB Gran Canaria.

## Clubes
- 1985-93 OAR Ferrol.
- 1993-94 CB Gran Canaria.
- 1994-95 Leymakao Coruña.
- 1995-99 Breogán Lugo.